# Angela Schijf
Angela Schijf (Uithoorn, 6 agosto 1979) è un'attrice e doppiatrice olandese.

## Biografia
Tra i suoi ruoli più noti, quelli di Kim Verduyn nella soap opera Goede tijden, slechte tijden (1996-1999), di Frédérique de Wit nella serie televisiva Meiden van De Wit (2002-2005) e di Eva van Dongen nella serie televisiva Flikken - Coppia in giallo (2007) dove è co-protagonista insieme a Victor Reinier.
Angela Schijf vive ad Anversa, assieme al marito, l'attore belga Tom Van Landuyt (sposato nel luglio 2002), e alle tre figlie.

## Filmografia parziale

### Cinema
- Ik ook van jou (2001)
- Van God Los (2003)
- De griezelbus (2005)
- De eetclub (2010)
- Mega Mindy en de Snoepbaron (2011)

### Televisione
- Oppassen!!! (serie TV, 1994-1996; 11 episodi)
- Ik ben je moeder niet (serie TV, 1996; 1 episodio)
- Goede tijden, slechte tijden (soap opera, 1996-1999)
- 12 steden, 13 ongelukken (serie TV, 1997; 1 episodio)
- Babes (serie TV, 1999)
- Baantjer (serie TV, 1999; 1 episodio)
- Nacht in de stad (film TV, 2000)
- Dok 12 (serie TV, 2001; 1 episodio)
- Costa! (serie TV, 2001; 1 episodio)
- De ordening (film TV, 2003)
- Meiden van De Wit (serie TV, 2002-2005)
- Lieve lust (serie TV, 2005-2006)
- Aspe (serie TV, 2006; 1 episodio)
- Flikken - Coppia in giallo (Flikken Maastricht) - serie TV, 105+ episodi (2007)
- De overloper (film TV, 2011)

## Doppiaggio
- Principessa Fiona in Shrek, Shrek 2, Shrek terzo e Shrek e vissero felici e contenti
- Campanellino in Trilli e Trilli e il tesoro perduto
- Chloe in Beverly Hills Chihuahua
- Sharon Spitz in Sorriso d'argento

## Teatrografia parziale
- 42nd Street (musical, 2000-2001)
- Petits Crimes (2006)
- Blind vertrouwen (2011)

## Doppiatrici italiane
Nelle versioni in italiano delle opere in cui ha recitato, Angela Schif è stata doppiata da:
- Giulia Franzoso in Flikken - Coppia in giallo, Angela Schijf è doppiata [3]